# Trichosalpingus ornatus
Trichosalpingus ornatus es una especie de coleóptero de la familia Mycteridae.

## Distribución geográfica
Habita en Australia.